# 李翰园
李翰园（1902年—1974年），曾用名李林、李毅菴，男，甘肃临夏人，中国政治人物，曾任甘肃省政协秘书长，甘肃省民政厅厅长，第二、三届全国人大代表。